# Dienstgradabzeichen der Schwedischen Streitkräfte
Die Dienstgradabzeichen der Schwedischen Streitkräfte wurde am 1. Oktober 2019 geändert mit der Einführung eines neuen Dienstgradsystems.
Durch Vorschriften zur Änderung der Vorschriften der schwedischen Streitkräfte bezüglich Personaldienstleistung von 29. Juni 2022, wurde der Dienstgrad Överfanjunkare in alle Teilstreitkräfte eingeführt.

## Armee
| Laufbahngruppe                        | Offiziere        | Offiziere       | Offiziere      | Offiziere                            | Offiziere                              | Offiziere                                    | Offiziere                              | Offiziere         | Offiziere    | Offiziere | Offiziersanwärter                   |
| NATO-Rangcode                         | OF-9             | OF-8            | OF-7           | OF-6                                 | OF-5                                   | OF-4                                         | OF-3                                   | OF-2              | OF-1         | OF-1      | OF-D                                |
| ------------------------------------- | ---------------- | --------------- | -------------- | ------------------------------------ | -------------------------------------- | -------------------------------------------- | -------------------------------------- | ----------------- | ------------ | --------- | ----------------------------------- |
| Dienstgradabzeichen Schwedische Armee |                  |                 |                |                                      |                                        |                                              |                                        |                   |              |           |                                     |
| Dienstgrade                           | General          | Generallöjtnant | Generalmajor   | Brigadgeneral                        | Överste                                | Överstelöjtnant                              | Major                                  | Kapten            | Löjtnant     | Fänrik    | Kadett                              |
| Deutsches Pendant                     | General          | Generalleutnant | Generalmajor   | Brigadegeneral                       | Oberst                                 | Oberstleutnant                               | Major                                  | Hauptmann         | Oberleutnant | Leutnant  | Offiziersanwärter                   |
| Dienstposten                          | Oberbefehlshaber | Chef der Stabes | Chef der Armee | Kommandeur der 1. Division der Armee | Brigadekommandeur, Regimentskommandeur | Bataillonskommandeur stv. Brigadekommandeur, | Kompaniechef stv. Bataillonskommandeur | stv. Kompaniechef | Zugführer    | Zugführer | (Studierende der Militärhochschule) |

| Laufbahngruppe                        | Fachdienstoffiziere | Fachdienstoffiziere                                                                    | Fachdienstoffiziere                           | Fachdienstoffiziere           | Fachdienstoffiziere            | Fachdienstoffiziere | Unteroffiziere     | Unteroffiziere | Unteroffiziere | Mannschaften          | Mannschaften | Mannschaften | Mannschaften | Mannschaften | Mannschaften |
| NATO-Rangcode                         | OR-9                | OR-8                                                                                   | OR-7                                          | OR-7                          | OR-6                           | OR-6                | OR-5               | OR-5           | OR-4           | OR-3                  | OR-2         | OR-2         | OR-1         | OR-1         | OR-1         |
| ------------------------------------- | ------------------- | -------------------------------------------------------------------------------------- | --------------------------------------------- | ----------------------------- | ------------------------------ | ------------------- | ------------------ | -------------- | -------------- | --------------------- | ------------ | ------------ | ------------ | ------------ | ------------ |
| Dienstgradabzeichen Schwedische Armee |                     |                                                                                        |                                               |                               |                                |                     |                    |                |                |                       |              |              |              |              |              |
| Dienstgrad                            | Regementsförvaltare | Förvaltare                                                                             | Överfanjunkare                                | Fanjunkare                    | Översergeant                   | Sergeant            | Överfurir          | Furir          | Korpral        | Vicekorpral           | Menig 4      | Menig 3      | Menig 2      | Menig 1      | Menig        |
| Deutsches Pendant                     | Oberstabsfeldwebel  | Stabsfeldwebel                                                                         | Hauptfeldwebel                                | Hauptfeldwebel                | Oberfeldwebel                  | Feldwebel           | Stabsunteroffizier | Unteroffizier  | Korporal       | Hauptgefreiter        | Gefreiter    | Gefreiter    | Soldat       | Soldat       | Soldat       |
| Dienstposten                          | Regimentsfeldwebel  | Bataillonsfeldwebel / Chef einer Funktionskompanie / stv. Chef einer Funktionskompanie | Chefausbilder / hochqualifizierte Mitarbeiter | Kompaniefeldwebel / Zugführer | stv. Zugführer / Gruppenführer | Gruppenführer       | Gruppenführer      | Gruppenführer  | Gruppenführer  | (nur in Sonderfällen) | ÷            | ÷            | ÷            | ÷            | ÷            |

## Marine
| Laufbahngruppe                         | Offiziere | Offiziere   | Offiziere     | Offiziere         | Offiziere       | Offiziere        | Offiziere        | Offiziere       | Offiziere    | Offiziere | Offiziersanwärter |
| NATO-Rangcode                          | OF-9      | OF-8        | OF-7          | OF-6              | OF-5            | OF-4             | OF-3             | OF-2            | OF-1         | OF-1      | OF-D              |
| -------------------------------------- | --------- | ----------- | ------------- | ----------------- | --------------- | ---------------- | ---------------- | --------------- | ------------ | --------- | ----------------- |
| Dienstgradabzeichen Schwedische Marine |           |             |               |                   |                 |                  |                  |                 |              |           |                   |
| Dienstgrade                            | Amiral    | Viceamiral  | Konteramiral  | Flottiljamiral    | Kommendör       | Kommendörkapten  | Örlogskapten     | Kapten          | Löjtnant     | Fänrik    | Kadett            |
| Deutsches Pendant                      | Admiral   | Vizeadmiral | Konteradmiral | Flottillenadmiral | Kapitän zur See | Fregattenkapitän | Korvettenkapitän | Kapitänleutnant | Oberleutnant | Leutnant  | Offiziersanwärter |

| Laufbahngruppe                         | Fachdienstoffiziere | Fachdienstoffiziere | Fachdienstoffiziere | Fachdienstoffiziere | Fachdienstoffiziere | Fachdienstoffiziere | Unteroffiziere | Unteroffiziere | Unteroffiziere | Mannschaften   | Mannschaften | Mannschaften | Mannschaften | Mannschaften | Mannschaften |
| NATO-Rangcode                          | OR-9                | OR-8                | OR-7                | OR-7                | OR-6                | OR-6                | OR-5           | OR-5           | OR-4           | OR-3           | OR-2         | OR-2         | OR-1         | OR-1         | OR-1         |
| -------------------------------------- | ------------------- | ------------------- | ------------------- | ------------------- | ------------------- | ------------------- | -------------- | -------------- | -------------- | -------------- | ------------ | ------------ | ------------ | ------------ | ------------ |
| Dienstgradabzeichen Schwedische Marine |                     |                     |                     |                     |                     |                     |                |                |                |                |              |              |              |              |              |
| Dienstgrad                             | Flottiljförvaltare  | Förvaltare          | Överfanjunkare      | Fanjunkare          | Översergeant        | Sergeant            | Överfurir      | Furir          | Korpral        | Vicekorpral    | Sjöman 4     | Sjöman 3     | Sjöman 2     | Sjöman 1     | Sjöman       |
| Deutsches Pendant                      | Oberstabsbootsmann  | Stabsbootsmann      | Hauptbootsmann      | Hauptbootsmann      | Oberbootsmann       | Bootsmann           | Obermaat       | Maat           | Korporal       | Hauptgefreiter | Gefreiter    | Gefreiter    | Matrose      | Matrose      | Matrose      |